# Parlamentswahl in Belgien 2019
- PTB/
PVDA: 12
- Ecolo: 13
- Groen: 8
- sp.a: 9
- PS: 20
- DéFI: 2
- MR: 14
- Open VLD: 12
- cdh: 5
- CD&V: 12
- N-VA: 25
- VB: 18

- PS: 20
- MR: 14
- Ecolo: 13
- CD&V: 12
- Open VLD: 12
- sp.a: 9
- Groen: 8
- N-VA: 25
- VB: 18
- PTB/
PVDA: 12
- cdh: 5
- DéFI: 2

- PTB/
PVDA: 5
- Ecolo: 5
- Groen: 4
- sp.a: 4
- PS: 7
- Unabh.: 1
- MR: 6
- Open VLD: 5
- cdh: 2
- CD&V: 5
- N-VA: 9
- VB: 7

Die Wahl zur belgischen Abgeordnetenkammer fand am 26. Mai 2019 und damit am selben Tag wie die Europawahl statt. Gleichzeitig wurden auch das Flämische Parlament sowie die Parlamente Walloniens, der Region Brüssel-Hauptstadt und der Deutschsprachigen Gemeinschaft neu gewählt.

## Ausgangssituation
Bei der Parlamentswahl in Belgien 2014 konnte die flämisch-nationalistische N-VA leichte Gewinne erzielen, während die Sozialisten des damaligen Premierministers Elio Di Rupo Verluste hinnehmen mussten.
Am 7. Oktober 2014 einigten sich N-VA, CD&V, MR und Open Vld auf die Bildung einer neuen Mitte-Rechts-Regierung. Neuer Ministerpräsident wurde Charles Michel (MR). Die Koalition verfügte über 85 der 150 Sitze. Während sich die neue Regierung auf 65 der 87 flämischen Abgeordneten stützen kann, verfügte die MR als einzige beteiligte frankophone Partei nur über 20 der 63 Abgeordnetensitze der frankophonen Parteien. Die frankophonen Christdemokraten (cdH) hatten es abgelehnt, mit der N-VA zu regieren. Zum ersten Mal seit 1988 waren die Sozialisten nicht in der Regierung vertreten.
Nach einem Streit über die Zustimmung Belgiens zum UN-Migrationspakt zog die N-VA ihre Minister am 9. Dezember 2018 aus der Regierung Michel I zurück. Am selben Tag noch ernannte der König auf Vorschlag Michels neue Minister und erweiterte das Portefeuille einiger Minister, um alle freiwerdenden Posten durch Mitglieder der verbleibenden Regierungsparteien zu besetzen. Statt der „schwedischen“ Koalition (La suédoise, N-VA / MR / CD&V / Open VLD), wurde das Minderheitsbündnis Michel II als „orange-blau“ (MR / CD&V / Open Vld) bezeichnet. Bevor es am 18. Dezember 2018 zu einer Vertrauensabstimmung kam, trat Michel zurück und die Regierung war seither und bis zu den Wahlen nur noch geschäftsführend im Amt.

## Wahlsystem
Jede Provinz und die Hauptstadtregion Brüssel, die seit 1995 keiner Provinz mehr angehört, bilden jeweils einen Wahlkreis. In jedem Wahlkreis werden die Sitze nach dem D’Hondt-Verfahren proportional verteilt. Es gibt eine 5 %-Hürde. In den kleineren Wahlkreisen ist es jedoch möglich, dass auch eine Partei mit einem Stimmenanteil deutlich über 5 % keinen Sitz erhält.
Diese Regelung wurde 2002 eingeführt, galt aber bis 2010 noch nicht im Gebiet der ehemaligen Provinz Brabant. Nach Auflösung des Wahlkreises Brüssel-Halle-Vilvoorde gibt es seit der Wahl 2014 wieder ein einheitliches Wahlsystem für das ganze Land. Jedoch können die Bewohner von sechs zu Flämisch-Brabant gehörenden Gemeinden, den sog. Fazilitäten-Gemeinden rund um Brüssel, ihre Stimme auch für eine Liste im Wahlkreis Brüssel abgeben.
Die Zahl der Abgeordneten je Wahlkreis wird nach der Verfassung alle 10 Jahre gemäß den Bevölkerungszahlen (einschließlich Ausländer) durch königlichen Erlass festgelegt. Da Brüssel einen weit überdurchschnittlichen Ausländeranteil hat, ist dort die Zahl der Wahlberechtigten je Sitz kleiner als im übrigen Land. Gemäß dem königlichen Erlass vom 31. Januar 2013 verteilen sich die Sitze wie folgt auf die Wahlkreise: 
- Region Brüssel-Hauptstadt 15 Sitze

Flandern (Insgesamt 87 Sitze)
- Provinz Westflandern 16 Sitze
- Provinz Ostflandern 20 Sitze
- Provinz Antwerpen 24 Sitze
- Provinz Limburg 12 Sitze
- Provinz Flämisch-Brabant 15 Sitze

Wallonien (Insgesamt 48 Sitze)
- Provinz Wallonisch-Brabant 5 Sitze
- Provinz Hennegau 18 Sitze
- Provinz Namur 6 Sitze
- Provinz Luxemburg 4 Sitze
- Provinz Lüttich 15 Sitze

Jeder Wähler kann eine Liste wählen, indem er entweder die Liste als ganze wählt oder innerhalb einer Liste beliebig vielen Bewerbern jeweils eine Präferenzstimme gibt.

## Umfragen
- PTB/
PVDA: 12
- sp.a: 11
- PS: 20
- Ecolo: 16
- Groen: 12
- DéFI: 1
- MR: 13
- Open VLD: 12
- cdh: 4
- CD&V: 14
- N-VA: 27
- VB: 8

| Partei | Flandern | Flandern | Wallonien | Wallonien | Brüssel | Brüssel  |
| Partei | Prozent  | Änderung | Prozent   | Änderung  | Prozent | Änderung |
| ------ | -------- | -------- | --------- | --------- | ------- | -------- |
| N-VA   | 27,9     | ▼4,5     | –         | –         | 4,2     | ▲1,5     |
| CD&V   | 14,7     | ▼3,9     | –         | –         | –       | –        |
| Groen  | 14,6     | ▲6,0     | –         | –         | 3,0     | ▲3,0     |
| VLD    | 14,2     | ▼1,3     | –         | –         | –       | –        |
| sp.a   | 12,7     | ▼1,3     | –         | –         | –       | –        |
| VB     | 9,3      | ▲3,5     | –         | –         | –       | –        |
| PVDA   | 5,9      | ▲3,1     | –         | –         | –       | –        |
| Sonst. | 0,8      | ▼1,4     | 2,4       | ▼4,1      | 7,5     | ▼5,5     |
| PS     | –        | –        | 24,7      | ▼7,3      | 19,0    | ▼5,9     |
| Ecolo  | –        | –        | 22,0      | ▲13,8     | 21,5    | ▲11,0    |
| MR     | –        | –        | 18,3      | ▼7,5      | 15,5    | ▼7,6     |
| PTB    | –        | –        | 14,8      | ▲9,3      | 11,9    | ▲8,1     |
| cdh    | –        | –        | 9,3       | ▼4,7      | 6,9     | ▼2,4     |
| DéFI   | –        | –        | 3,9       | ▲1,5      | 8,5     | ▼2,6     |
| PP     | –        | –        | 3,5       | ▼1,0      | –       | –        |
| LD     | –        | –        | 1,1       | ▲1,1      | –       | –        |

## Ergebnis

Gewählte Abgeordnete nach Parteien und Wahlkreisen

Ergebnis sortiert nach Stimmen:
| Partei                                          | Partei                                              | Stimmen   | Stimmen | Stimmen | Sitze  | Sitze          | Sitze     |
| Partei                                          | Partei                                              | Zahl      | in %    | +/-     | Zahl   | in %           | +/- %     |
| ----------------------------------------------- | --------------------------------------------------- | --------- | ------- | ------- | ------ | -------------- | --------- |
|                                                 | N-VA                                                | 1.086.787 | 16,03   | ▼4,23   | 25     | 16,67          | ▼8        |
|                                                 | Vlaams Belang                                       | 810.177   | 11,95   | ▲8,28   | 18     | 12,00          | ▲15       |
|                                                 | PS                                                  | 641.623   | 9,46    | ▼2,21   | 20     | 13,33          | ▼3        |
|                                                 | CD&V                                                | 602.520   | 8,89    | ▼2,72   | 12     | 8,00           | ▼6        |
|                                                 | PTB/PVDA französischsprachig niederländischsprachig | 584.621   | 8,62    | ▲4,90   | 12 8 4 | 8,00 5,33 2,67 | ▲10 ▲6 ▲4 |
|                                                 | Open Vld                                            | 579.334   | 8,54    | ▼1,24   | 12     | 8,00           | ▼2        |
|                                                 | MR                                                  | 512.825   | 7,56    | ▼2,08   | 14     | 9,33           | ▼6        |
|                                                 | sp.a                                                | 455.034   | 6,71    | ▼2,12   | 9      | 6,00           | ▼4        |
|                                                 | Ecolo                                               | 416.452   | 6,14    | ▲2,84   | 13     | 8,67           | ▲7        |
|                                                 | Groen                                               | 413.836   | 6,10    | ▲0,78   | 8      | 5,33           | ▲2        |
|                                                 | cdH                                                 | 250.861   | 3,70    | ▼1,25   | 5      | 3,33           | ▼4        |
|                                                 | DéFI                                                | 150.394   | 2,22    | ▲0,42   | 2      | 1,33           | ▬         |
|                                                 | Parti Populaire                                     | 75.096    | 1,11    | ▼0,41   | 0      | 0,00           | ▼1        |
|                                                 | DierAnimal                                          | 47.733    | 0,70    | Neu     | 0      | 0,00           | Neu       |
|                                                 | Destexhe                                            | 42.712    | 0,63    | Neu     | 0      | 0,00           | Neu       |
|                                                 | Collectif Citoyen                                   | 21.092    | 0,31    | Neu     | 0      | 0,00           | Neu       |
|                                                 | Sonstige                                            | 89.461    | 1,33    |         | 0      | 0,00           | ▬         |
| Gültige Stimmen                                 | Gültige Stimmen                                     | 6.780.538 | 93,93   |         |        |                |           |
| Ungültige Stimmen                               | Ungültige Stimmen                                   | 438.095   | 6,07    |         |        |                |           |
| Abgegebene Stimmen                              | Abgegebene Stimmen                                  | 7.218.633 | 100,00  | —       | 150    | 100,00         | ▬         |
| Enthaltungen                                    | Enthaltungen                                        | 949.076   | 9,99    |         |        |                |           |
| Anzahl der Wahlberechtigten und Wahlbeteiligung | Anzahl der Wahlberechtigten und Wahlbeteiligung     | 8.167.709 | 88,38   | ▼1,30   |        |                |           |

## Abstimmungsverhalten nach Region

### Region Brüssel-Hauptstadt
| Region Brüssel-Hauptstadt                       | Region Brüssel-Hauptstadt                           | Region Brüssel-Hauptstadt | Region Brüssel-Hauptstadt | Region Brüssel-Hauptstadt | Region Brüssel-Hauptstadt | Region Brüssel-Hauptstadt | Region Brüssel-Hauptstadt |
| Partei                                          | Partei                                              | Stimmen                   | Stimmen                   | Stimmen                   | Sitze                     | Sitze                     | Sitze                     |
| Partei                                          | Partei                                              | Zahl                      | in %                      | +/-                       | Zahl                      | in %                      | +/- %                     |
| ----------------------------------------------- | --------------------------------------------------- | ------------------------- | ------------------------- | ------------------------- | ------------------------- | ------------------------- | ------------------------- |
|                                                 | Ecolo                                               | 108.144                   | 21,57                     | ▲11,11                    | 4                         | 26,67                     | ▲2                        |
|                                                 | PS - sp.a                                           | 100.195                   | 19,98                     | ▼6,81                     | 3                         | 20,00                     | ▼2                        |
|                                                 | MR                                                  | 87.594                    | 17,47                     | ▼5,60                     | 3                         | 20,00                     | ▼1                        |
|                                                 | PTB/PVDA französischsprachig niederländischsprachig | 61.589                    | 12,28                     | ▲8,45                     | 2 1                       | 13,33 6,67                | ▲2 ▲1 ▲1                  |
|                                                 | DéFI                                                | 51.544                    | 10,28                     | ▲0,81                     | 2                         | 13,33                     | ▬                         |
|                                                 | cdH                                                 | 29.161                    | 5,82                      | ▼3,50                     | 1                         | 6,67                      | ▼1                        |
|                                                 | N-VA                                                | 15.983                    | 3,19                      | ▲0,54                     | 0                         | 0,00                      | ▬                         |
|                                                 | Destexhe                                            | 12.879                    | 2,57                      | Neu                       | 0                         | 0,00                      | Neu                       |
|                                                 | Open Vld                                            | 11.511                    | 2,30                      | ▼0,37                     | 0                         | 0,00                      | ▬                         |
|                                                 | Parti Populaire                                     | 8.455                     | 1,69                      | ▼0,05                     | 0                         | 0,00                      | ▬                         |
|                                                 | Vlaams Belang                                       | 7.824                     | 1,56                      | ▲0,53                     | 0                         | 0,00                      | ▬                         |
|                                                 | CD&V                                                | 6.580                     | 1,31                      | ▼0,33                     | 0                         | 0,00                      | ▬                         |
| Gültige Stimmen                                 | Gültige Stimmen                                     | 501.459                   | 93,19                     |                           |                           |                           |                           |
| Ungültige Stimmen                               | Ungültige Stimmen                                   | 36.650                    | 6,81                      |                           |                           |                           |                           |
| Abgegebene Stimmen                              | Abgegebene Stimmen                                  | 538.109                   | 100,00                    | —                         | 15                        | 100,00                    | ▬                         |
| Enthaltungen                                    | Enthaltungen                                        | 85.053                    | 13,65                     |                           |                           |                           |                           |
| Anzahl der Wahlberechtigten und Wahlbeteiligung | Anzahl der Wahlberechtigten und Wahlbeteiligung     | 623.162                   | 86,35                     |                           |                           |                           |                           |

### Flandern
| Flandern                                        | Flandern                                        | Flandern  | Flandern | Flandern | Flandern | Flandern | Flandern |
| Partei                                          | Partei                                          | Stimmen   | Stimmen  | Stimmen  | Sitze    | Sitze    | Sitze    |
| Partei                                          | Partei                                          | Zahl      | in %     | +/-      | Zahl     | in %     | +/- %    |
| ----------------------------------------------- | ----------------------------------------------- | --------- | -------- | -------- | -------- | -------- | -------- |
|                                                 | N-VA                                            | 1.070.804 | 25,46    | ▼7,7     | 25       | 28,74    | ▼8       |
|                                                 | Vlaams Belang                                   | 784.276   | 18,65    | ▲12,7    | 18       | 20,69    | ▲15      |
|                                                 | CD&V                                            | 595.940   | 14,17    | ▼4,8     | 12       | 13,79    | ▼6       |
|                                                 | Open Vld                                        | 567.823   | 13,50    | ▼2,3     | 12       | 13,79    | ▼2       |
|                                                 | sp.a                                            | 455.034   | 10,82    | ▼3,5     | 9        | 10,34    | ▼4       |
|                                                 | Groen                                           | 413.836   | 9,83     | ▲1,0     | 8        | 9,20     | ▲2       |
|                                                 | PTB/PVDA                                        | 236.897   | 5,63     | ▲2,7     | 3        | 3,45     | ▲3       |
|                                                 | DierAnimal                                      | 35.271    | 0,84     | Neu      | 0        | 0,00     | Neu      |
|                                                 | DéFI                                            | 14.043    | 0,33     |          | 0        | 0,00     | ▬        |
|                                                 | Sonstige                                        | 32.381    | 0,77     |          | 0        | 0,00     | ▬        |
| Gültige Stimmen                                 | Gültige Stimmen                                 | 4.206.305 | 95,31    |          |          |          |          |
| Ungültige Stimmen                               | Ungültige Stimmen                               | 207.015   | 4,69     |          |          |          |          |
| Abgegebene Stimmen                              | Abgegebene Stimmen                              | 4.413.320 | 100,00   | —        | 87       | 100,00   | ▬        |
| Enthaltungen                                    | Enthaltungen                                    | 505.551   | 10,28    |          |          |          |          |
| Anzahl der Wahlberechtigten und Wahlbeteiligung | Anzahl der Wahlberechtigten und Wahlbeteiligung | 4.918.871 | 89,72    |          |          |          |          |

| Provinz Antwerpen                               | Provinz Antwerpen                               | Provinz Antwerpen | Provinz Antwerpen | Provinz Antwerpen | Provinz Antwerpen | Provinz Antwerpen | Provinz Antwerpen |
| ----------------------------------------------- | ----------------------------------------------- | ----------------- | ----------------- | ----------------- | ----------------- | ----------------- | ----------------- |
| Partei                                          | Partei                                          | Stimmen           | %                 | +/−               | Sitze             | %                 | +/−               |
|                                                 | N-VA                                            | 361.022           | 31,23             | ▼8,2              | 8                 | 33,33             | ▼3                |
|                                                 | Vlaams Belang                                   | 217.333           | 18,80             | ▲11,8             | 5                 | 20,83             | ▲3                |
|                                                 | CD&V                                            | 128.036           | 11,07             | ▼5,0              | 3                 | 12,50             | ▼1                |
|                                                 | Groen                                           | 127.131           | 11,00             | ▲1,2              | 2                 | 8,33              | ▬                 |
|                                                 | Open Vld                                        | 111.505           | 9,64              | ▼0,6              | 2                 | 8,33              | ▬                 |
|                                                 | sp.a                                            | 93.114            | 8,05              | ▼3,5              | 2                 | 8,33              | ▼1                |
|                                                 | PTB/PVDA                                        | 88.430            | 7,65              | ▲3,1              | 2                 | 8,33              | ▲2                |
|                                                 | DierAnimal                                      | 13.544            | 1,17              | Neu               | 0                 | 0,00              | Neu               |
|                                                 | Piratenpartij                                   | 7.521             | 0,65              | ▼0,3              | 0                 | 0,00              | ▬                 |
|                                                 | D-SA                                            | 3.605             | 0,31              | Neu               | 0                 | 0,00              | Neu               |
|                                                 | PV&S                                            | 3.217             | 0,28              | Neu               | 0                 | 0,00              | Neu               |
|                                                 | Volt                                            | 1.669             | 0,14              | Neu               | 0                 | 0,00              | Neu               |
| Gültige Stimmen                                 | Gültige Stimmen                                 | 1.156.127         | 96,32             |                   |                   |                   |                   |
| Ungültige Stimmen                               | Ungültige Stimmen                               | 44.187            | 3,68              |                   |                   |                   |                   |
| Abgegebene Stimmen                              | Abgegebene Stimmen                              | 1.200.314         | 100,00            | —                 | 24                | 100,00            | ▬                 |
| Enthaltungen                                    | Enthaltungen                                    | 141.136           | 10,52             |                   |                   |                   |                   |
| Anzahl der Wahlberechtigten und Wahlbeteiligung | Anzahl der Wahlberechtigten und Wahlbeteiligung | 1.341.450         | 89,48             |                   |                   |                   |                   |

| Provinz Flämisch-Brabant                        | Provinz Flämisch-Brabant                        | Provinz Flämisch-Brabant | Provinz Flämisch-Brabant | Provinz Flämisch-Brabant | Provinz Flämisch-Brabant | Provinz Flämisch-Brabant | Provinz Flämisch-Brabant |
| ----------------------------------------------- | ----------------------------------------------- | ------------------------ | ------------------------ | ------------------------ | ------------------------ | ------------------------ | ------------------------ |
| Partei                                          | Partei                                          | Stimmen                  | %                        | +/−                      | Sitze                    | %                        | +/−                      |
|                                                 | N-VA                                            | 193.735                  | 28,08                    | ▼0,3                     | 5                        | 33,33                    | ▬                        |
|                                                 | Open Vld                                        | 106.175                  | 15,39                    | ▼9,7                     | 3                        | 20,00                    | ▼1                       |
|                                                 | CD&V                                            | 94 743                   | 13,73                    | ▼2,8                     | 2                        | 13,33                    | ▼1                       |
|                                                 | Vlaams Belang                                   | 92.844                   | 13,46                    | ▲9,2                     | 2                        | 13,33                    | ▲2                       |
|                                                 | Groen                                           | 81.620                   | 11,83                    | ▲3,1                     | 2                        | 13,33                    | ▲1                       |
|                                                 | sp.a                                            | 65.347                   | 9,47                     | ▼2,5                     | 1                        | 6,67                     | ▼1                       |
|                                                 | PTB/PVDA                                        | 33.016                   | 4,78                     | ▲2,9                     | 0                        | 0,00                     | ▬                        |
|                                                 | DéFI                                            | 14.043                   | 2,04                     | ▼0,2                     | 0                        | 0,00                     | ▬                        |
|                                                 | BUB Belgische Unie                              | 4.513                    | 0,65                     | Neu                      | 0                        | 0,00                     | Neu                      |
|                                                 | PRO                                             | 3.992                    | 0,58                     | Neu                      | 0                        | 0,00                     | Neu                      |
| Gültige Stimmen                                 | Gültige Stimmen                                 | 690.028                  | 95,17                    |                          |                          |                          |                          |
| Ungültige Stimmen                               | Ungültige Stimmen                               | 34.989                   | 4,83                     |                          |                          |                          |                          |
| Abgegebene Stimmen                              | Abgegebene Stimmen                              | 725.017                  | 100,00                   | —                        | 15                       | 100,00                   | ▬                        |
| Enthaltungen                                    | Enthaltungen                                    | 107.384                  | 12,90                    |                          |                          |                          |                          |
| Anzahl der Wahlberechtigten und Wahlbeteiligung | Anzahl der Wahlberechtigten und Wahlbeteiligung | 832.401                  | 87,10                    |                          |                          |                          |                          |

| Provinz Limburg                                 | Provinz Limburg                                 | Provinz Limburg | Provinz Limburg | Provinz Limburg | Provinz Limburg | Provinz Limburg | Provinz Limburg |
| ----------------------------------------------- | ----------------------------------------------- | --------------- | --------------- | --------------- | --------------- | --------------- | --------------- |
| Partei                                          | Partei                                          | Stimmen         | %               | +/−             | Sitze           | %               | +/−             |
|                                                 | N-VA                                            | 125.273         | 22,58           | ▼8,8            | 3               | 25,00           | ▼2              |
|                                                 | Vlaams Belang                                   | 109.499         | 19,74           | ▲13,6           | 3               | 25,00           | ▲3              |
|                                                 | CD&V                                            | 103.625         | 18,68           | ▼4,0            | 2               | 16,67           | ▼1              |
|                                                 | sp.a                                            | 76.614          | 13,81           | ▼3,9            | 2               | 16,67           | ▬               |
|                                                 | Open Vld                                        | 66.602          | 12,00           | ▼0,1            | 1               | 8,33            | ▼1              |
|                                                 | Groen                                           | 38.154          | 6,88            | ▲0,9            | 1               | 8,33            | ▲1              |
|                                                 | PTB/PVDA                                        | 31.037          | 5,59            | ▲3,0            | 0               | 0,00            | ▬               |
|                                                 | D-SA                                            | 2.344           | 0,42            | Neu             | 0               | 0,00            | Neu             |
|                                                 | PRO                                             | 1.690           | 0,30            | Neu             | 0               | 0,00            | Neu             |
| Gültige Stimmen                                 | Gültige Stimmen                                 | 554.838         | 94,32           |                 |                 |                 |                 |
| Ungültige Stimmen                               | Ungültige Stimmen                               | 33.423          | 5,68            |                 |                 |                 |                 |
| Abgegebene Stimmen                              | Abgegebene Stimmen                              | 588.261         | 100,00          | —               | 12              | 100,00          | ▬               |
| Enthaltungen                                    | Enthaltungen                                    | 58.242          | 9,01            |                 |                 |                 |                 |
| Anzahl der Wahlberechtigten und Wahlbeteiligung | Anzahl der Wahlberechtigten und Wahlbeteiligung | 646.503         | 90,99           |                 |                 |                 |                 |

| Provinz Ostflandern                             | Provinz Ostflandern                             | Provinz Ostflandern | Provinz Ostflandern | Provinz Ostflandern | Provinz Ostflandern | Provinz Ostflandern | Provinz Ostflandern |
| ----------------------------------------------- | ----------------------------------------------- | ------------------- | ------------------- | ------------------- | ------------------- | ------------------- | ------------------- |
| Partei                                          | Partei                                          | Stimmen             | %                   | +/−                 | Sitze               | %                   | +/−                 |
|                                                 | N-VA                                            | 218.023             | 21,83               | ▼9,2                | 5                   | 25,00               | ▼1                  |
|                                                 | Vlaams Belang                                   | 200.173             | 20,04               | ▲13,8               | 4                   | 20,00               | ▲3                  |
|                                                 | Open Vld                                        | 178.349             | 17,85               | ▼0,3                | 4                   | 20,00               | ▬                   |
|                                                 | CD&V                                            | 127.024             | 12,72               | ▼5,2                | 2                   | 10,00               | ▼2                  |
|                                                 | Groen                                           | 103.061             | 10,32               | ▲1,2                | 2                   | 10,00               | ▬                   |
|                                                 | sp.a                                            | 101.447             | 10,16               | ▼3,2                | 2                   | 10,00               | ▼1                  |
|                                                 | PTB/PVDA                                        | 55.209              | 5,53                | ▲2,9                | 1                   | 5,00                | ▲1                  |
|                                                 | DierAnimal                                      | 11 801              | 1,18                | Neu                 | 0                   | 0,00                | Neu                 |
|                                                 | B.U.B                                           | 2.098               | 0,21                | Neu                 | 0                   | 0,00                | Neu                 |
|                                                 | De Coöperatie                                   | 1.732               | 0,17                | Neu                 | 0                   | 0,00                | Neu                 |
| Gültige Stimmen                                 | Gültige Stimmen                                 | 998.917             | 95,22               |                     |                     |                     |                     |
| Ungültige Stimmen                               | Ungültige Stimmen                               | 50.149              | 4,78                |                     |                     |                     |                     |
| Abgegebene Stimmen                              | Abgegebene Stimmen                              | 1.049.066           | 100,00              | —                   | 20                  | 100,00              | ▬                   |
| Enthaltungen                                    | Enthaltungen                                    | 106.668             | 9,23                |                     |                     |                     |                     |
| Anzahl der Wahlberechtigten und Wahlbeteiligung | Anzahl der Wahlberechtigten und Wahlbeteiligung | 1.155.734           | 90,77               |                     |                     |                     |                     |

| Provinz Westflandern                            | Provinz Westflandern                            | Provinz Westflandern | Provinz Westflandern | Provinz Westflandern | Provinz Westflandern | Provinz Westflandern | Provinz Westflandern |
| ----------------------------------------------- | ----------------------------------------------- | -------------------- | -------------------- | -------------------- | -------------------- | -------------------- | -------------------- |
| Partei                                          | Partei                                          | Stimmen              | %                    | +/−                  | Sitze                | %                    | +/−                  |
|                                                 | N-VA                                            | 172.751              | 21,42                | ▼7,1                 | 4                    | 25,00                | ▼2                   |
|                                                 | Vlaams Belang                                   | 164.427              | 20,39                | ▲15,7                | 4                    | 25,00                | ▲4                   |
|                                                 | CD&V                                            | 142.512              | 17,67                | ▼4,1                 | 3                    | 18,75                | ▼1                   |
|                                                 | sp.a                                            | 118.512              | 14,70                | ▼2,9                 | 2                    | 12,50                | ▼1                   |
|                                                 | Open Vld                                        | 105.192              | 13,04                | ▼0,7                 | 2                    | 12,50                | ▬                    |
|                                                 | Groen                                           | 63.870               | 7,92                 | ▬                    | 1                    | 6,25                 | ▬                    |
|                                                 | PTB/PVDA                                        | 29.205               | 3,62                 | ▲2,0                 | 0                    | 0,00                 | ▬                    |
|                                                 | DierAnimal                                      | 9.926                | 1,23                 | Neu                  | 0                    | 0,00                 | Neu                  |
| Gültige Stimmen                                 | Gültige Stimmen                                 | 806.395              | 94,80                |                      |                      |                      |                      |
| Ungültige Stimmen                               | Ungültige Stimmen                               | 44.267               | 5,20                 |                      |                      |                      |                      |
| Abgegebene Stimmen                              | Abgegebene Stimmen                              | 850.662              | 100,00               | —                    | 16                   | 100,00               | ▬                    |
| Enthaltungen                                    | Enthaltungen                                    | 92.121               | 9,77                 |                      |                      |                      |                      |
| Anzahl der Wahlberechtigten und Wahlbeteiligung | Anzahl der Wahlberechtigten und Wahlbeteiligung | 942.783              | 90,23                |                      |                      |                      |                      |

### Wallonien
| Wallonien                                       | Wallonien                                       | Wallonien | Wallonien | Wallonien | Wallonien | Wallonien | Wallonien |
| Partei                                          | Partei                                          | Stimmen   | Stimmen   | Stimmen   | Sitze     | Sitze     | Sitze     |
| Partei                                          | Partei                                          | Zahl      | in %      | +/-       | Zahl      | in %      | +/- %     |
| ----------------------------------------------- | ----------------------------------------------- | --------- | --------- | --------- | --------- | --------- | --------- |
|                                                 | PS                                              | 541.428   | 26,12     | ▼8,5      | 17        | 35,42     | ▼1        |
|                                                 | MR                                              | 425.231   | 20,52     | ▼7,4      | 11        | 22,92     | ▼5        |
|                                                 | Ecolo                                           | 308.308   | 14,87     | ▲6,0      | 9         | 18,75     | ▲5        |
|                                                 | PTB/PVDA                                        | 286.135   | 13,80     | ▲7,9      | 7         | 14,58     | ▲5        |
|                                                 | cdH                                             | 221.700   | 10,70     | ▼4,4      | 4         | 8,33      | ▼3        |
|                                                 | DéFI                                            | 84.807    | 4,09      | ▲1,5      | 0         | 0,00      | ▬         |
|                                                 | Parti Populaire                                 | 66.641    | 3,22      | ▼1,7      | 0         | 0,00      | ▼1        |
|                                                 | Destexhe                                        | 29.833    | 1,44      | Neu       | 0         | 0,00      | Neu       |
|                                                 | Collectif Citoyen                               | 21.092    | 1,02      | Neu       | 0         | 0,00      | Neu       |
|                                                 | Vlaams Belang                                   | 18.077    | 0,87      | Neu       | 0         | 0,00      | Neu       |
|                                                 | La Droite                                       | 15.075    | 0,73      |           | 0         | 0,00      | ▬         |
|                                                 | DierAnimal                                      | 12.462    | 0,60      | Neu       | 0         | 0,00      | Neu       |
|                                                 | Sonstige                                        | 41.985    | 2,02      |           | 0         | 0,00      | ▬         |
| Gültige Stimmen                                 | Gültige Stimmen                                 | 2.072.774 | 91,42     |           |           |           |           |
| Ungültige Stimmen                               | Ungültige Stimmen                               | 194.430   | 8,58      |           |           |           |           |
| Abgegebene Stimmen                              | Abgegebene Stimmen                              | 2.267.204 | 100,00    | —         | 48        | 100,00    | ▬         |
| Enthaltungen                                    | Enthaltungen                                    | 358.472   | 13,65     |           |           |           |           |
| Anzahl der Wahlberechtigten und Wahlbeteiligung | Anzahl der Wahlberechtigten und Wahlbeteiligung | 2.625.676 | 86,35     |           |           |           |           |

| Provinz Hennegau                                | Provinz Hennegau                                | Provinz Hennegau | Provinz Hennegau | Provinz Hennegau | Provinz Hennegau | Provinz Hennegau | Provinz Hennegau |
| ----------------------------------------------- | ----------------------------------------------- | ---------------- | ---------------- | ---------------- | ---------------- | ---------------- | ---------------- |
| Partei                                          | Partei                                          | Stimmen          | %                | +/−              | Sitze            | %                | +/−              |
|                                                 | PS                                              | 250.146          | 34,24            | ▼6,8             | 8                | 44,44            | ▼1               |
|                                                 | MR                                              | 116.528          | 15,93            | ▼4,8             | 3                | 16,67            | ▼2               |
|                                                 | PTB/PVDA                                        | 114.243          | 15,64            | ▲10,5            | 3                | 16,67            | ▬                |
|                                                 | Ecolo                                           | 89.898           | 12,30            | ▲6,4             | 3                | 16,67            | ▲2               |
|                                                 | cdH                                             | 58.695           | 8,03             | ▼2,4             | 1                | 5,56             | ▼1               |
|                                                 | DéFI                                            | 27.484           | 3,76             | ▲1,8             | 0                | 0,00             | ▬                |
|                                                 | Parti Populaire                                 | 24.719           | 3,38             | ▼1,0             | 0                | 0,00             | ▬                |
|                                                 | Vlaams Belang                                   | 8.246            | 1,13             | Neu              | 0                | 0,00             | Neu              |
|                                                 | Destexhe                                        | 8.177            | 1,12             | Neu              | 0                | 0,00             | Neu              |
|                                                 | Collectif Citoyen                               | 7.992            | 1,09             | Neu              | 0                | 0,00             | Neu              |
|                                                 | La Droite                                       | 5.916            | 0,81             | ▼0,11            | 0                | 0,00             | ▬                |
|                                                 | AGIR                                            | 5.916            | 0,81             | Neu              | 0                | 0,00             | Neu              |
|                                                 | Lutte Ouvrière                                  | 5.735            | 0,78             | ▲0,31            | 0                | 0,00             | ▬                |
|                                                 | Nation                                          | 5.341            | 0,73             | ▲0,22            | 0                | 0,00             | ▬                |
|                                                 | PCB                                             | 1.626            | 0,22             | Neu              | 0                | 0,00             | Neu              |
| Gültige Stimmen                                 | Gültige Stimmen                                 | 730.662          | 90,11            |                  |                  |                  |                  |
| Ungültige Stimmen                               | Ungültige Stimmen                               | 80.234           | 9,89             |                  |                  |                  |                  |
| Abgegebene Stimmen                              | Abgegebene Stimmen                              | 810.896          | 100,00           | —                | 18               | 100,00           | ▬                |
| Enthaltungen                                    | Enthaltungen                                    | 131.893          | 13,99            |                  |                  |                  |                  |
| Anzahl der Wahlberechtigten und Wahlbeteiligung | Anzahl der Wahlberechtigten und Wahlbeteiligung | 942.789          | 86,01            |                  |                  |                  |                  |

| Provinz Lüttich                                 | Provinz Lüttich                                 | Provinz Lüttich | Provinz Lüttich | Provinz Lüttich | Provinz Lüttich | Provinz Lüttich | Provinz Lüttich |
| ----------------------------------------------- | ----------------------------------------------- | --------------- | --------------- | --------------- | --------------- | --------------- | --------------- |
| Partei                                          | Partei                                          | Stimmen         | %               | +/−             | Sitze           | %               | +/−             |
|                                                 | PS                                              | 154.232         | 24,91           | ▼5,1            | 5               | 33,33           | ▬               |
|                                                 | MR                                              | 121.732         | 19,66           | ▼5,6            | 3               | 20,00           | ▼2              |
|                                                 | PTB/PVDA                                        | 101.860         | 16,45           | ▲8,4            | 3               | 20,00           | ▬               |
|                                                 | Ecolo                                           | 95.878          | 12,30           | ▲6,4            | 3               | 20,00           | ▲2              |
|                                                 | cdH                                             | 52.167          | 8,43            | ▼4,6            | 1               | 6,67            | ▼1              |
|                                                 | DéFI                                            | 22.313          | 3,60            | ▲1,4            | 0               | 0,00            | ▬               |
|                                                 | Parti Populaire                                 | 21.998          | 3,55            | ▼1,6            | 0               | 0,00            | ▼1              |
|                                                 | Les Belges d’abord                              | 10 463          | 1,69            | Neu             | 0               | 0,00            | Neu             |
|                                                 | Destexhe                                        | 9.310           | 1,50            | Neu             | 0               | 0,00            | Neu             |
|                                                 | DierAnimal                                      | 8.392           | 1,36            | Neu             | 0               | 0,00            | Neu             |
|                                                 | Collectif Citoyen                               | 7.395           | 1,19            | Neu             | 0               | 0,00            | Neu             |
|                                                 | Vlaams Belang                                   | 4.093           | 0,66            | Neu             | 0               | 0,00            | Neu             |
|                                                 | La Droite                                       | 3.949           | 0,64            | ▼0,75           | 0               | 0,00            | ▬               |
|                                                 | Nation                                          | 2.137           | 0,35            | ▼0,03           | 0               | 0,00            | ▬               |
|                                                 | Wallonie Insoumise                              | 3.266           | 0,53            | Neu             | 0               | 0,00            | Neu             |
| Gültige Stimmen                                 | Gültige Stimmen                                 | 619.185         | 91,69           |                 |                 |                 |                 |
| Ungültige Stimmen                               | Ungültige Stimmen                               | 56.094          | 8,31            |                 |                 |                 |                 |
| Abgegebene Stimmen                              | Abgegebene Stimmen                              | 675.279         | 100,00          | —               | 15              | 100,00          | ▬               |
| Enthaltungen                                    | Enthaltungen                                    | 119.099         | 14,99           |                 |                 |                 |                 |
| Anzahl der Wahlberechtigten und Wahlbeteiligung | Anzahl der Wahlberechtigten und Wahlbeteiligung | 794.378         | 85,01           |                 |                 |                 |                 |

| Provinz Luxemburg                               | Provinz Luxemburg                               | Provinz Luxemburg | Provinz Luxemburg | Provinz Luxemburg | Provinz Luxemburg | Provinz Luxemburg | Provinz Luxemburg |
| ----------------------------------------------- | ----------------------------------------------- | ----------------- | ----------------- | ----------------- | ----------------- | ----------------- | ----------------- |
| Partei                                          | Partei                                          | Stimmen           | %                 | +/−               | Sitze             | %                 | +/−               |
|                                                 | MR                                              | 40.242            | 23,56             | ▼0,8              | 1                 | 25,00             | ▬                 |
|                                                 | cdH                                             | 40.056            | 23,45             | ▼10,0             | 1                 | 25,00             | ▼1                |
|                                                 | PS                                              | 31.898            | 18,67             | ▼3,3              | 1                 | 25,00             | ▬                 |
|                                                 | Ecolo                                           | 27.338            | 16,00             | ▲8,1              | 1                 | 25,00             | ▲1                |
|                                                 | PTB/PVDA                                        | 15.424            | 9,03              | ▲6,6              | 0                 | 0,00              | ▬                 |
|                                                 | DéFI                                            | 5.092             | 2,98              | ▲1,3              | 0                 | 0,00              | ▬                 |
|                                                 | Parti Populaire                                 | 4.933             | 2,89              | ▼1,2              | 0                 | 0,00              | ▬                 |
|                                                 | Destexhe                                        | 1.707             | 1,00              | Neu               | 0                 | 0,00              | Neu               |
|                                                 | Vlaams Belang                                   | 1.517             | 0,89              | Neu               | 0                 | 0,00              | Neu               |
|                                                 | La Droite                                       | 1.440             | 0,84              | ▼0,34             | 0                 | 0,00              | ▬                 |
|                                                 | Nation                                          | 1.176             | 0,69              | Neu               | 0                 | 0,00              | Neu               |
| Gültige Stimmen                                 | Gültige Stimmen                                 | 170.823           | 90,54             |                   |                   |                   |                   |
| Ungültige Stimmen                               | Ungültige Stimmen                               | 17.858            | 9,46              |                   |                   |                   |                   |
| Abgegebene Stimmen                              | Abgegebene Stimmen                              | 188.681           | 100,00            | —                 | 4                 | 100,00            | ▬                 |
| Enthaltungen                                    | Enthaltungen                                    | 23.760            | 11,18             |                   |                   |                   |                   |
| Anzahl der Wahlberechtigten und Wahlbeteiligung | Anzahl der Wahlberechtigten und Wahlbeteiligung | 212.441           | 88,82             |                   |                   |                   |                   |

| Provinz Namur                                   | Provinz Namur                                   | Provinz Namur | Provinz Namur | Provinz Namur | Provinz Namur | Provinz Namur | Provinz Namur |
| ----------------------------------------------- | ----------------------------------------------- | ------------- | ------------- | ------------- | ------------- | ------------- | ------------- |
| Partei                                          | Partei                                          | Stimmen       | %             | +/−           | Sitze         | %             | +/−           |
|                                                 | PS                                              | 67.422        | 22,11         | ▼5,7          | 2             | 33,33         | ▬             |
|                                                 | MR                                              | 60.266        | 19,77         | ▼8,5          | 1             | 16,67         | ▼1            |
|                                                 | cdH                                             | 51.977        | 17,05         | ▲1,0          | 1             | 16,67         | ▬             |
|                                                 | Ecolo                                           | 46.320        | 15,19         | ▲5,5          | 1             | 16,67         | ▬             |
|                                                 | PTB/PVDA                                        | 36.330        | 11,92         | ▲7,1          | 1             | 16,67         | ▬             |
|                                                 | DéFI                                            | 14.809        | 4,86          | ▲2,1          | 0             | 0,00          | ▬             |
|                                                 | Parti Populaire                                 | 8.906         | 2,92          | ▼1,4          | 0             | 0,00          | ▬             |
|                                                 | Destexhe                                        | 4.326         | 1,42          | Neu           | 0             | 0,00          | Neu           |
|                                                 | DierAnimal                                      | 4.070         | 1,33          | Neu           | 0             | 0,00          | Neu           |
|                                                 | Collectif Citoyen                               | 2.406         | 0,79          | Neu           | 0             | 0,00          | Neu           |
|                                                 | La Droite                                       | 2.310         | 0,76          | ▼0,6          | 0             | 0,00          | ▬             |
|                                                 | Vlaams Belang                                   | 2.124         | 0,70          | Neu           | 0             | 0,00          | Neu           |
|                                                 | Nation                                          | 1.929         | 0,63          | ▲0,11         | 0             | 0,00          | ▬             |
|                                                 | AGIR                                            | 1.682         | 0,55          | Neu           | 0             | 0,00          | Neu           |
| Gültige Stimmen                                 | Gültige Stimmen                                 | 304.877       | 92,22         |               |               |               |               |
| Ungültige Stimmen                               | Ungültige Stimmen                               | 25.724        | 7,78          |               |               |               |               |
| Abgegebene Stimmen                              | Abgegebene Stimmen                              | 330.601       | 100,00        | —             | 6             | 100,00        | ▬             |
| Enthaltungen                                    | Enthaltungen                                    | 48.698        | 12,84         |               |               |               |               |
| Anzahl der Wahlberechtigten und Wahlbeteiligung | Anzahl der Wahlberechtigten und Wahlbeteiligung | 379.299       | 87,16         |               |               |               |               |

| Provinz Wallonisch-Brabant                      | Provinz Wallonisch-Brabant                      | Provinz Wallonisch-Brabant | Provinz Wallonisch-Brabant | Provinz Wallonisch-Brabant | Provinz Wallonisch-Brabant | Provinz Wallonisch-Brabant | Provinz Wallonisch-Brabant |
| ----------------------------------------------- | ----------------------------------------------- | -------------------------- | -------------------------- | -------------------------- | -------------------------- | -------------------------- | -------------------------- |
| Partei                                          | Partei                                          | Stimmen                    | %                          | +/−                        | Sitze                      | %                          | +/−                        |
|                                                 | MR                                              | 86.463                     | 34,97                      | ▼5,8                       | 3                          | 60,00                      | ▬                          |
|                                                 | Ecolo                                           | 48.874                     | 19,77                      | ▲8,4                       | 1                          | 20,00                      | ▬                          |
|                                                 | PS                                              | 37.730                     | 15,26                      | ▼6,1                       | 1                          | 20,00                      | ▬                          |
|                                                 | cdH                                             | 18.805                     | 7,61                       | ▲3,4                       | 0                          | 0,00                       | ▬                          |
|                                                 | PTB/PVDA                                        | 18.278                     | 7,39                       | ▲4,7                       | 0                          | 0,00                       | ▬                          |
|                                                 | DéFI                                            | 15.109                     | 6,11                       | ▲1,4                       | 0                          | 0,00                       | ▬                          |
|                                                 | Destexhe                                        | 6.313                      | 2,55                       | Neu                        | 0                          | 0,00                       | Neu                        |
|                                                 | Parti Populaire                                 | 6.085                      | 2,46                       | ▼1,5                       | 0                          | 0,00                       | ▬                          |
|                                                 | Collectif Citoyen                               | 3.299                      | 1,33                       | Neu                        | 0                          | 0,00                       | Neu                        |
|                                                 | Vlaams Belang                                   | 2.097                      | 0,85                       | Neu                        | 0                          | 0,00                       | Neu                        |
|                                                 | Wallonie Insoumise                              | 2.088                      | 0,84                       | Neu                        | 0                          | 0,00                       | Neu                        |
|                                                 | La Droite                                       | 1.460                      | 0,59                       | ▼0,38                      | 0                          | 0,00                       | ▬                          |
|                                                 | Turquoise                                       | 626                        | 0,25                       | Neu                        | 0                          | 0,00                       | Neu                        |
| Gültige Stimmen                                 | Gültige Stimmen                                 | 247.227                    | 94,45                      |                            |                            |                            |                            |
| Ungültige Stimmen                               | Ungültige Stimmen                               | 14.520                     | 5,56                       |                            |                            |                            |                            |
| Abgegebene Stimmen                              | Abgegebene Stimmen                              | 261.747                    | 100,00                     | —                          | 5                          | 100,00                     | ▬                          |
| Enthaltungen                                    | Enthaltungen                                    | 35.022                     | 11,80                      |                            |                            |                            |                            |
| Anzahl der Wahlberechtigten und Wahlbeteiligung | Anzahl der Wahlberechtigten und Wahlbeteiligung | 296.769                    | 88,20                      |                            |                            |                            |                            |

### Abstimmungsverhalten nach Sprachgruppen
| Ergebnis der Niederländischsprachigen Listen %3020100 25,619,114,213,610,79,75,61,2 N-VAVBCD&VOpen VLDsp.aGroenPVDASonst.Gewinne und Verlusteim Vergleich zu %p 14 12 10 8 6 4 2 0 −2 −4 −6 −8−6,9+13,2−4,4−1,7−3,5+1,2+2,8−1,0N-VAVBCD&VOpen VLDsp.aGroenPVDASonst. | Ergebnis der Französischsprachigen Listen %3020100 25,420,316,513,89,95,931,73,5 PSMREcoloPTBcdhDéFIPPDestexheSonst.Gewinne und Verlusteim Vergleich zu %p 10 8 6 4 2 0 −2 −4 −6−5,6−5,3+7,7+8,4−3,3+1,1−1+1,7−3,7PSMREcoloPTBcdhDéFIPPDestexheSonst. |

### Abstimmungsverhalten nach Blöcken
| Ergebnis nach Blöcken %20100 16,216,116,012,612,212,08,66,3 PS/ sp.aMR/ VLDN-VAcdh/ CD&VEcolo/ GroenVBPTB/ PVDASonst.Gewinne und Verlusteim Vergleich zu 2014 %p 10 8 6 4 2 0 −2 −4 −6−4,3−3,3−4,3−4,0+3,6+8,3+4,9−1,3PS/ sp.aMR/ VLDN-VAcdh/ CD&VEcolo/ GroenVBPTB/ PVDASonst. |

## Ergebnisse nach Wahlkantonen
Die folgende Karte zeigt die stimmenstärksten Parteien der einzelnen Wahlkantone. Der Wahlkreis Brüssel-Hauptstadt ist vergrößert dargestellt:

## Nach der Wahl

### Reaktionen und mögliche Koalitionen
| Parteien                                                       | Sitze |
| -------------------------------------------------------------- | ----- |
| PS, sp.a, Ecolo, Groen, MR, Open Vld, CD&V (Vivaldi-Koalition) | 087   |
| PS, sp.a, MR, Open Vld, N-VA (Lila-gelbe Koalition)            | 079   |
| sp.a, MR, Open Vld, cdH, CD&V, N-VA (Arizona-Koalition)        | 077   |
| Absolute Mehrheit (ab 76 Sitzen)                               |       |
| Sitze gesamt                                                   | 150   |

Bei den Wahlen wurden erneut tiefe sprachliche und regionale Unterschiede in Belgien deutlich, wobei Flandern stark rechts und Wallonien stark links stimmte.
Für eine Neuauflage der schwedischen Koalition (blau-gelb) mit Liberalen (MR und Open Vld), sowie flämischen Nationalisten (N-VA) und Christdemokraten (CD&V), die im Dezember 2018 zerbrochen war, gab es keine Mehrheit. Mathematisch möglich war eine lila-gelbe Koalition (Sozialisten, Liberale und N-VA). Eine Regenbogenkoalition, auch lila-grün genannt (Sozialisten, Liberale und Grüne), hatte ohne einen weiteren Partner seit dem Ausschluss des Abgeordneten Emir Kir aus der PS im Januar 2020 wegen Kontakten zu den Grauen Wölfen keine rechnerische Mehrheit mehr. CD&V bestand auf einer Regierung unter Einschluss der N-VA, während Ecolo Verhandlungen mit der N-VA ausschloss.
Als Reaktion auf die starken Zuwächse des rechtsextremen Vlaams Belang (VB) gab es einige Spekulationen, dass der N-VA-Chef Bart De Wever den der Partei auferlegten Cordon Sanitaire brechen könnte, da er sich weigerte, Gespräche mit VB auszuschließen, da ihre starken Ergebnisse die Bildung einer Koalition erschweren könnten.
Die Volkspartei, eine kleine rechtsgerichtete französischsprachige Partei, löste sich am 18. Juni durch eine parteiinterne Abstimmung als Reaktion auf den Verlust ihres einzigen Sitzes bei den Wahlen auf. Der ehemalige Parteichef Mischaël Modrikamen kritisierte die „systematische Ausgrenzung der Volkspartei aus der politischen und medialen Debatte“.
In den Tagen nach der Wahl führte König Philippe Konsultationen mit allen wichtigen Parteiführern, darunter auch dem Parteichef des Vlaams Belang, Tom Van Grieken. Laut der britischen Zeitung The Guardian hatte zuletzt im Jahr 1936 ein rechtsextremer Führer ein offizielles Treffen mit dem König gehabt.

### Erste Sondierungsrunden (Mai bis Oktober 2019)
| Zeitraum                | Verhandlungsführer                                                                                     |
| ----------------------- | --- |
| 30.05.2019 – 07.10.2019 | Informateure Didier Reynders (MR) und Johan Vande Lanotte (sp.a)                                       |
| 08.10.2019 – 04.11.2019 | Prä-Formateure Geert Bourgeois (N-VA) und Rudy Demotte (PS)                                            |
| 05.11.2019 – 09.12.2019 | Informateur Paul Magnette (PS)                                                                         |
| 10.12.2019 – 31.01.2020 | Informateure Georges-Louis Bouchez (MR), Joachim Coens (CD&V)                                          |
| 31.01.2020 – 14.02.2020 | Beauftragter Koen Geens (CD&V) (ohne Missionsbezeichnung)                                              |
| 19.02.2020 – 16.03.2020 | Beauftragte Sabine Laruelle (MR) und Patrick Dewael (Open Vld) (ohne Missionsbezeichnung)              |
| 16.03.2020 – 17.03.2020 | Formateurin Sophie Wilmès (MR) → Regierung Wilmès II                                                   |
| Mai 2020 – 15.06.2020   | Paul Magnette (PS) und Conner Rousseau (sp.a) (ohne königl. Auftrag)                                   |
| 17.06.2020 – 19.07.2020 | Georges-Louis Bouchez (MR), Joachim Coens (CD&V) und Egbert Lachaert (Open Vld) (ohne königl. Auftrag) |
| 20.07.2020 – 17.08.2020 | Beauftragte Bart De Wever (N-VA) und Paul Magnette (PS) (de facto Prä-Formateure)                      |
| 18.08.2020 – 04.09.2020 | Beauftragter Egbert Lachaert (Open Vld) (ohne Missionsbezeichnung)                                     |
| 04.09.2020 – 23.09.2020 | Prä-Formateure Egbert Lachaert (Open Vld) und Conner Rousseau (sp.a)                                   |
| 23.09.2020 – 30.09.2020 | Formateure Paul Magnette (PS) und Alexander De Croo (Open Vld) → Regierung De Croo                     |

Am 30. Mai ernannte König Philippe Johan Vande Lanotte (sp.a) und Didier Reynders (MR), zwei erfahrene Politiker mit langer Dienstzeit, zu Informateuren. Sie berichteten wie erwartet bis zum 6. Juni über ihre Fortschritte, danach erhielten sie etwas mehr Zeit, mit einer neuen Frist vom 17. Juni. Nach Ablauf dieser Frist wurde eine weitere Verlängerung bis zum 1. Juli und erneut bis zum 29. Juli und eine weitere Verlängerung bis zum 9. September gewährt. Ihr letztes Mandat lief bis zum 7. Oktober.
Am 5. Juni erklärten die frankophonen Christdemokraten (cdH), aufgrund des schlechten Resultates in der Opposition verbleiben zu wollen. Vande Lanotte und Reynders luden im Juni alle Parteiführer mit Ausnahme jener vom rechtsradikalen Vlaams Belang und der linksradikalen Arbeiterpartei (PVDA-PTB) zu Gesprächen ein. Die Informateure ermutigten die frankophonen Sozialisten (PS) und die flämischen Nationalisten (N-VA), die jeweils in ihren Landesteilen die stärkste Kraft wurden, miteinander zu reden, was die Sozialisten jedoch weiterhin kategorisch ausschlossen. Am 20. Juli schlossen zudem die flämischen Liberalen (Open Vld) eine Koalition mit den Grünen (Ecolo und Groen) aus.
Am 27. Juli luden die Informateure sieben Parteien zu einer großen Gesprächsrunde ein: Die Sozialisten (PS und sp.a), die Liberalen (MR und Open Vld), sowie die flämischen Nationalisten (N-VA), Christdemokraten (CD&V) und Grünen (Groen). Die frankophonen Grünen (Ecolo) blieben den Gesprächen fern, da die N-VA teilnahm. Die PS nahm hingegen erstmals an Gesprächen mit den N-VA teil, konstatierte jedoch enorme Differenzen. Am 7. August erklärte Open Vld, aus den Gesprächen aussteigen zu wollen, sollte bei der gleichzeitigen Regierungsbildung in Flandern eine Regierung ohne Open Vld gebildet werden. Bei weiteren Gesprächen im August und September wurde der Fokus auf Sondierungen zwischen den sechs Parteien ohne Groen gelegt.
Am 24. August beschloss die geschäftsführende belgische Regierung, Didier Reynders zum EU-Kommissar zu ernennen.
Am 11. September forderten die sozialistischen Parteien (PS und sp.a) den Ausschluss der flämisch-liberalen Open Vld aus den Gesprächen.
Am 13. September konstituierte sich die neue wallonische Regionalregierung aus Sozialisten (PS), Liberalen (MR) und Grünen (Ecolo). Am 2. Oktober folgte die flämische Regierung aus Nationalisten (N-VA), Christdemokraten (CD&V) und Liberalen (Open Vld).

### Erster gescheiterter Regierungsbildungsversuch (Oktober bis November 2019)
Am 4. Oktober 2019 kündigte König Philippe das Ende der ersten Phase der Gespräche zur Bildung einer Bundesregierung an. Die Informateure erstatteten dem König am 7. Oktober ihren letzten Bericht und empfahlen, weiterhin eine Regierung mit Beteiligung von N-VA und PS anzustreben. Philippe ernannte Geert Bourgeois (N-VA) und Rudy Demotte (PS) als Pré-Formateure (Vor-Regierungsbildner), was die dritte Stufe der Regierungsbildung einleitete. Die beiden waren in der vorangegangenen Legislaturperiode die Ministerpräsidenten Flanderns und der Französischen Gemeinschaft.
Nachdem der geschäftsführende Premierminister Belgiens, Charles Michel (MR), im Juli 2019 zum Präsidenten des Europäischen Rates gewählt worden war, übergab er das Amt am 27. Oktober seiner Parteikollegin Sophie Wilmès (→ geschäftsführende Regierung Wilmès).
Am 4. November boten die beiden Pré-Formateure Rudy Demotte und Geert Bourgeois dem König ihren Rücktritt an, da sie die politische Blockade nicht überwinden konnten. Der König ernannte den PS-Parteivorsitzenden Paul Magnette zum Informateur, wodurch die Verhandlungen auf Sondierungsstufe zurückfielen.

### Erneute Sondierungen (November 2019 bis März 2020)
Magnette favorisierte bereits seit der Wahl eine Regenbogenkoalition (Sozialisten, Liberale und Grüne), allenfalls um die flämischen Christdemokraten (CD&V) erweitert für eine stabilere Mehrheit (Vivaldi-Koalition, in Anlehnung an Die vier Jahreszeiten). Open Vld und CD&V lehnten dies jedoch ursprünglich ab, da in einer solchen Koalition die Wallonen in der Mehrheit wären. Magnette erstattete am 18. November dem König Bericht, woraufhin sein Mandat um eine Woche verlängert wurde.
Am 30. November fand eine Sondierungsrunde für eine Regenbogenkoalition statt, ohne Beteiligung von CD&V und N-VA, woraufhin beide ihren Koalitionspartner in Flandern, die Open Vld, scharf kritisierten. Am 9. Dezember gab Magnette sein Verhandlungsmandat an den König zurück. Dieser ernannte die Parteipräsidenten Georges-Louis Bouchez (MR) und Joachim Coens (CD&V) zu den neuen Informateuren. Sie erstatteten am 20. Dezember erstmals dem König Bericht und stellten fest, dass derzeit weder eine lila-gelbe noch eine lila-grüne Koalition möglich sei. Demnach wollen sie auf Grundlage einer Mittepolitik ergebnisoffen nach weiteren Partnern suchen. Nach dem nächsten Bericht am 13. Januar 2020 wurde der Auftrag der beiden Informatoren zunächst bis zum 28. Januar 2020 und dann erneut bis zum 4. Februar verlängert.
Sie gaben aber ihrem Auftrag aber bereits am 31. Januar 2020 dem König zurück, weil ihnen die Bildung einer Regierung nicht möglich sei. Ohne Beteiligung der CD&V verfügt die künftige Regierung über keine stabile Mehrheit. Diese will aber keine Koalition ohne Beteiligung der N-VA bilden. Falls aber die N-VA an der Regierung beteiligt sei, ist die PS nicht mehr zur Regierungsbeteiligung bereit. Der König beauftragte darauf den amtierenden Justizminister Koen Geens, die nötigen Initiativen zu ergreifen, eine schnelle Regierungsbildung zu ermöglichen. Nach dem ersten Bericht von Geens am 10. Februar 2020 verlängerte der König den Auftrag bis zum 17. Februar 2020. Am 14. Februar 2020 wurde Geens von seinem Auftrag entbunden, nachdem er die Fortführung seines Auftrages für sinnlos bezeichnet hatte. Grund dafür waren Äußerungen des PS-Vorsitzenden Paul Magnette, der für weitere Gespräche zwischen PS und N-VA keinen Sinn sieht.

### Bildung der Übergangsregierung Wilmès II

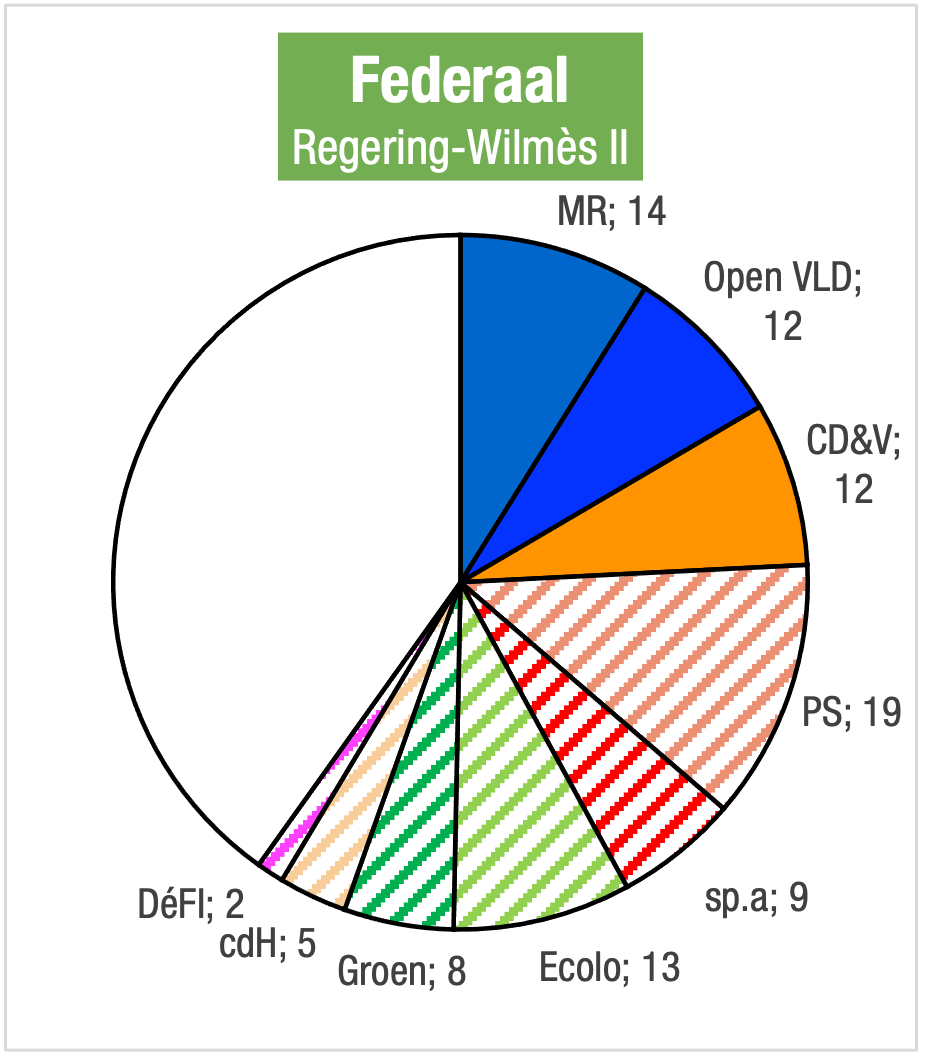
Parlamentarische Grundlage der Regierung Wilmès II

Nach Gesprächen mit allen Partei-Vorsitzenden beauftragte König Philippe am 19. Februar 2020 die liberalen Politiker Patrick Dewael (Vorsitzender der Kammer) und Sabine Laruelle (Vorsitzende des Senats) mit einer neuen Vermittlungsmission. Ein erster Bericht soll am 9. März 2020 erstattet werden. Der Auftrag wurde daraufhin um eine weitere Woche verlängert.
In der Zwischenzeit rückte infolge der COVID-19-Pandemie die Bildung einer Krisenregierung in den Vordergrund. Doch sowohl eine Vivaldi-Koalition als auch ein lila-gelbe Koalition scheiterten weiterhin am Widerstand der CD&V bzw. der PS. Stattdessen sollte die amtierende geschäftsführende Ministerpräsidentin Sophie Wilmès (MR) und ihre Minderheitsregierung (MR-CD&V-Open Vld) mit Stimmen von zehn Parteien (allen außer PVDA-PTB und VB) im Amt bestätigt und mit Vollmachten ausgestattet werden. Am 16. März erteilte Philippe Wilmès den Auftrag zur Regierungsbildung. Am 17. März 2020 wurde die für eine Übergangszeit von sechs Monaten konzipierte Regierung Wilmès II vereidigt, die personell mit der geschäftsführenden Regierung Wilmès I identisch ist. Aufgrund der Vermutung, dass sich die Regierungskonstellation verstetigen könnte, stimmte letztlich auch die N-VA gegen die Regierung, dennoch wurde die parlamentarische Mehrheit durch die übrigen neun Parteien gesichert. Am 19. März erhielt die Regierung Wilmès II mit 84 zu 44 Stimmen das Vertrauen, ohne Enthaltung, bei 22 abwesenden Abgeordneten. Jedoch wurde diese Notfall-Regierung auf sechs Monate befristet. Wilmès musste zusagen, anschließend die Vertrauensfrage zu stellen, und sich in den sechs Monaten ausschließlich um die Corona-Pandemie sowie deren wirtschaftliche und finanzielle Auswirkungen zu kümmern. Im Gegenzug wurden ihr am 26. März außergewöhnliche Ermächtigungen für drei Monate, maximal auf sechs Monate verlängerbar, zugebilligt, die es ihr erlauben, per Dekret („Arrêté/Besluit“) zu regieren, unter der Kontrolle einer speziell gebildeten Parlamentskommission und dem Vorbehalt einer späteren parlamentarischen Zustimmung.

### Fortsetzung der Sondierungen (Mai bis Juli 2020)
Mitte Mai 2020 begannen die Vorsitzenden der sozialdemokratischen Parteien Paul Magnette (PS) und Conner Rousseau (sp.a) informelle Gespräche mit acht weiteren Parteivorsitzenden, um eine Regierung zu bilden, nachdem im September der Auftrag der Übergangsregierung ausläuft. Magnette und Rousseau waren zum Schluss gekommen, dass die einzig mögliche Regierungskonstellation ein Minderheitskabinett aus Sozialisten, Liberalen und Christdemokraten wäre, das von den Grünen toleriert würde. Ihre Ergebnisse übergaben sie im Juni der Premierministerin Wilmès, die nach Wunsch von Magnette und Rousseau eine solche Regierung bilden sollte. Die drei Vorsitzenden der Regierungsparteien, Georges-Louis Bouchez (MR), Joachim Coens (CD&V) und Egbert Lachaert (Open Vld), lehnten den Vorschlag jedoch ab und übernahmen ihrerseits inoffiziell den Sondierungsauftrag. Während die Sondervollmachten der Regierung Wilmès II Ende Juni ausliefen, führten die drei Parteivorsitzenden separate Gespräche mit der sp.a, der N-VA und dem cdH zur Bildung einer neuartigen Arizona-Koalition.

### Zweiter gescheiterter Regierungsbildungsversuch (Juli bis August 2020)
Da die PS bei den Arizona-Gesprächen drohte übergangen zu werden, schloss Magnette nun eine Koalition mit der N-VA nicht mehr aus und nahm seinerseits Gespräche mit De Wever auf. König Philippe ernannte die Vorsitzenden der jeweils stärksten Parteien der beiden Landesteile am 20. Juli de facto zu Vor-Regierungsbildnern, jedoch informell, da weiterhin eine vollwertige Regierung amtiert. Zur Kerngruppe der Gespräche gehörten neben der N-VA und den beiden sozialdemokratischen Parteien auch die christdemokratischen Parteien. Da zu einer Mehrheit weiterhin sechs Sitze fehlten, verhandelten Magnette und De Wever parallel mit den Grünen und den Liberalen, um eine sechste Partei an Bord zu holen. Die grünen und die liberalen Parteien kritisierten jedoch in einem gemeinsamen Kommuniqué die inhaltliche Entwicklung der Gespräche und den Verhandlungsstil, der die beiden Parteienfamilien gegeneinander ausspiele. Magnette und De Wever erklärten daraufhin am 14. August das Scheitern der Verhandlungen.

### Bildung der Regierung De Croo (August bis September 2020)
Am 18. August ernannte Philippe den Vorsitzenden der flämischen Liberalen Egbert Lachaert zum königlichen Beauftragten. Er bekam zehn Tage Zeit, um mit allen Parteien Gespräche zu führen und Philippe Bericht zu erstatten. Nachdem sich abgezeichnet hatte, dass die Verhandlungen in Richtung einer Vivaldi-Koalition (PS, sp.a, MR, Open Vld, Ecolo, Groen, CD&V) verlaufen, wurde der Auftrag bis zum 4. September verlängert.
Am 4. September 2020 wurden Egbert Lachaert (Open Vld) und Conner Rousseau (sp.a) gemeinsam mit einer Präformatoren-Mission betraut, um eine Vivaldi-Regierung auszuverhandeln. Eigentlich sollte am 11. September als letzter Schritt ein Regierungsbildner (Formateur) und designierter Premierminister ernannt werden, um eine Regierung zu bilden, bevor am 17. September gemäß der Vereinbarung vom 17. März die Übergangsregierung Wilmès voraussichtlich an der Vertrauensfrage scheitert. Dieses Datum wurde als letzte Frist für eine Regierungsbildung angesehen, bevor Neuwahlen ausgerufen worden wären. Aufgrund einer Corona-Erkrankung Lachaerts wurde jedoch die Vor-Regierungsbildungsmission bis zum 21. September verlängert und Wilmès bleibt bis zum 1. Oktober im Amt.
Am 20. September drohte die Regierungsbildung erneut zu scheitern, nachdem die sp.a nicht mehr mit dem MR verhandeln wollte. Philippe lehnte jedoch am 21. September das Rücktrittsgesuch von Lachaert und Rousseau ab und gab ihnen zwei weitere Tage Zeit. Schließlich konnten Lachaert und Rousseau bis zum 23. September dann doch Fortschritte erzielen, woraufhin Philippe den nächsten Schritt einleitete und Paul Magnette (PS) und Alexander De Croo (Open Vld) zu Regierungsbildnern (Formateure) berief. Diese hatten bis zum 28. September Zeit einen Bericht vorlegen. Die Formateure konnten dann noch kein Regierungsabkommen vorweisen, da es noch keine Einigung beim Haushalt gab. Am 30. September, zum letztmöglichen Zeitpunkt, wurde eine Einigung erzielt und es wurde bekannt, dass Alexander De Croo das Amt des Premierministers übernimmt. Am 1. Oktober 2020 – 493 Tage nach der Wahl; 662 Tage nach dem Ende der letzten Koalition – wurde die Regierung De Croo vereidigt.